# Викари
Вѝкари (на италиански и на сицилиански Vicari) е малко градче и община в Южна Италия, провинция Палермо, автономен регион и остров Сицилия. Разположено е на 700 m надморска височина. Населението на общината е 2962 души (към 2010 г.).